# Cap-produit
En mathématiques, et plus particulièrement en topologie algébrique, le cap-produit est une opération binaire qui permet d'assembler des chaînes et des cochaînes. Elle a été introduite par Eduard Čech en 1936 et indépendamment par Hassler Whitney en 1938. 

## Définition
Soit X un espace topologique et A un anneau. Le cap-produit est une application bilinéaire définie sur les chaines et les cochaines singulières
{\displaystyle \frown \;:C_{p}(X;A)\times C^{q}(X;A)\rightarrow C_{p-q}(X;A)}
en posant
{\displaystyle \sigma \frown \psi =\psi (\sigma |_{[v_{0},\ldots ,v_{q}]})\sigma |_{[v_{q},\ldots ,v_{p}]},}
avec {\displaystyle \sigma :\Delta ^{p}\rightarrow X} et {\displaystyle \psi \in C^{q}(X;A)} et où {\displaystyle \sigma |_{[v_{0},\ldots ,v_{q}]}} est la restriction de l'application simpliciale {\displaystyle \sigma } à la face engendrée par les vecteurs {\displaystyle v_{0},\ldots ,v_{q}}.

## Propriétés
- On a la formule {\displaystyle \partial (\sigma \frown \psi )=(-1)^{q}(\partial \sigma \frown \psi -\sigma \frown \delta \psi )}.

Elle implique que le cap-produit d'un cycle avec un cocycle est un cycle ; le cap-produit d'un cycle et d'un cobord est un bord ; et le cap-produit d'un bord et d'un cocycle est un bord.
Ceci permet de définir un cap-produit en homologie et cohomologie :
{\displaystyle \frown \;:H_{p}(X;A)\times H^{q}(X;A)\rightarrow H_{p-q}(X;A).}
- Le cap-produit et le cup-produit sont reliés par la relation{\displaystyle \psi (\sigma \frown \varphi )=(\varphi \smile \psi )(\sigma )}où{\displaystyle \sigma :\Delta ^{p+q}\rightarrow X}, {\displaystyle \psi \in C^{q}(X;A){\text{ et }}\varphi \in C^{p}(X;A).}

## Dualité de Poincaré
Théorème — 
Si M est une variété fermée orientable de dimension n de classe fondamentale (en) {\displaystyle [M]\in H_{n}(M;A)}, alors l'application {\displaystyle D:H^{k}(M;A)\rightarrow H_{n-k}(M;A)} définie par {\displaystyle D(\alpha )=[M]\frown \alpha } est un isomorphisme pour tout k.

## Référence
(en) Allen Hatcher, Algebraic Topology, New York, CUP, 2001, xii+544 (ISBN 978-0-521-79540-1, lire en ligne), p. 239-241